# Mii

Mii의 로고

Mii는 Wii, 닌텐도 3DS, Wii U, My Nintendo, 닌텐도 스위치에 등장하는 가상의 아바타이다. 일부 게임에서 자신의 Mii로 플레이 할 수 있으며, 여러 특성을 조합하여 여러 종류의 Mii를 만들 수 있다. 두 기종 각각의 Mii 채널을 이용하여 Mii를 만들 수 있다.
Mii라는 이름은 "Wii"와 "me"의 합성어로 일반적으로 플레이어의 아바타임을 나타낸다. Mii는 2006년 Wii 콘솔에 처음 도입되었으며 이후 3DS, Wii U, Switch 및 Miitomo와 같은 다양한 스마트 장치용 앱에 등장했다. Mii는 다양한 신체, 얼굴 및 의복 기능을 사용하여 생성할 수 있으며 콘솔의 게임 내에서 특정 플레이어의 아바타(예: Wii 시리즈) 또는 일부 게임(예: 토모다치)의 캐릭터로 사용할 수 있다. Mii는 인터넷 및 로컬 무선 통신을 통해 다른 사용자와 수동 또는 자동으로 콘솔 간에 공유 및 전송할 수 있다.
3DS 및 Wii U에서 사용자 계정은 Mii와 아바타로 연결되며 시스템의 소셜 네트워킹 기능, 가장 두드러지게 현재는 없어진 Miiverse의 기반으로 사용된다. 닌텐도 스위치에서 Mii는 여전히 계정 아바타로 사용할 수 있지만 다양한 닌텐도 캐릭터를 묘사하는 아바타도 사용할 수 있다. Mii는 닌텐도 계정의 프로필 사진으로도 사용되며 슈퍼 마리오 런, 마리오 카트 투어, 현재는 없어진 미토모와 같은 닌텐도 스마트 장치 게임에서 사용할 수 있다.
Wii 스포츠, Wii 스포츠 리조트, 마리오 카트 Wii, 마리오 카트 8, 슈퍼 마리오 메이커 2, 슈퍼 스매시브라더스 얼티밋, 뉴 슈퍼 마리오 브라더스 U와 같은 게임은 Mii를 플레이 가능한 캐릭터로 사용한다.

## 역사
닌텐도가 자유로운 형식의 개인 아바타 소프트웨어를 처음 거론한 것은 닌텐도 64 시절이던 1997년 게임 개발자 컨퍼런스에서였다. 당시 미야모토 시게루는 개인 아바타라는 컨셉 자체는 원래 패미컴 데모판으로 기획되었으며 아바타에 얼굴을 그려넣는 기능을 구현하고자 하였으나, 기술적 한계로 게임으로의 구현이 불가능하여 중단되었다고 밝혔다.
1999년 닌텐도 64의 디스크 드라이브 주변기기인 64DD가 일본에서 출시되었다. 당시 닌텐도는 64DD용 마리오 아티스트: 탤런트 스튜디오의 아바타 메이커를 활용해 단편영화를 제작하였다. 아바타 메이커는 아바타의 얼굴은 물론 옷 선택 기능과 영상 편집 기능을 갖추고 있었다. 플레이어는 게임보이 카메라나 64DD 캡처 카세트 중 하나를 이용해 자신의 얼굴을 아바타에 덧씌울 수도 있었다.
이후 아바타 편집기능이 들어간 것은 닌텐도 e리더와 게임큐브였다. 게임큐브 역시 게임큐브 카메라로 아바타 메이커의 구현이 가능했다. 미야모토 시게루는 이 소프트웨어를 이용한 또다른 단편 영화를 제작, E3 2002 행사에서 '스테이지 데뷔' (Stage Debut)란 제목으로 공개하였다. 이후 '마네비토' (Manebito)라는 이름으로 바뀐 뒤 계속해서 제작이 이뤄졌으나 출시에 이르지는 못했다.
탤런트 스튜디오의 제작에 참여했던 닌텐도 디자이너 타카유키 야마시타는 이후 Mii을 개발하는 단초가 되었으며 결과적으로 아바타 시스템을 이용한 전용 게임, Wii 스포츠를 개발할 필요성을 느끼게 되었다고 밝혔다.:2

## Mii의 생성
Mii 캐릭터는 Wii의 Mii 채널이나 닌텐도 3DS / Wii U / 닌텐도 스위치에 기본으로 설치되어 있는 Mii 메이커를 실행하여 생성과 저장을 할 수 있다. Mii는 성별, 이름, 생일, 좋아하는 색상 등을 부여할 수 있으나 Mii를 생성할 시 뜨는 인터페이스의 대부분은 얼굴과 머리 모양에 초점을 맞추고 있다. 여기서 유저는 머리 모양, 눈, 코, 입 모양과 더불어 그밖에 수염/주름 같은 추가 사항을 선택할 수 있으며, 얼굴의 크기, 위치, 피부색, 정렬 등 형태의 조절도 가능하다. 장신구로는 모자나 안경 등을 추가할 수 있으며 Mii의 키와 몸집도 고를 수 있다. 닌텐도 3DS와 Wii U의 Mii 메이커는 얼굴 인식 기능을 사용할 수 있는데 시스템 / 게임패드의 카메라로 유저의 얼굴을 각각 촬영하고 그것을 바탕으로 Mii의 얼굴을 기본적으로 맞춰준 뒤 세부조정을 할 수 있는 기능이다. 3DS와 Wii U의 메이커는 Wii의 채널보다 더 많은 선택사항이 있는 것이 특징이다.

### 스페셜 Mii
실존인물을 구현하여 일반 Mii와는 차별되는 스페셜 Mii를 닌텐도 측에서 제작해 공개하는 경우도 있는데 보통 E3 박람회 기간이나 게임 / 프랜차이즈 출시를 기념하면서 주기적으로 선보일 때가 많았다. 2007년 3월 13일~30일에는 일본 Wii 유저를 대상으로 코미디언 아카시야 산마와 테니스선수 마츠오카 슈조의 Mii를 제공했다. 이 두 사람은 일본 내 Wii 홍보대사, 특히 Mii 관련 광고에 출연했던 인물이기도 하다. 3DS 시절에는 휴대용 콘솔 출시 1주년을 맞이하여 이와타 사토루닌텐도 회장과 레지 필제메 닌텐도 아메리카 사장의 Mii가 제공됐다. 2013년에는 미야모토 시게루와 다나베 겐스케의 Mii를 공개하였으며, E3 2013 행사에서는 데즈카 다카시, 하야시다 고이치, 아오누마 에이지, 곤노 히데키의 Mii도 공개하였다. 이들의 경우 바지 색상이 회색 (기본색)이 아닌 황금색이며 편집이나 복사가 불가능했다. 해당 Mii를 가진 유저가 다른 Wii나 Wii 리모트로 이전할 시에는 그대로 복제가 되는 것이 아니라 기존 것이 자동으로 삭제된다.
2011년 말 닌텐도는 닌텐도 3DS용 메시지 앱인 《어느새 교환 일기》를 출시했다. 해당 앱에서 NPC 역할을 하는 스페셜 Mii 캐릭터 '니키' (ニッキー)는 일본 내에서 상당한 인기를 얻었다. 닌텐도 측은 니키를 주인공으로 한 게임이나 어플을 출시하기도 하였는데 일본 한정으로 서비스된 클럽 닌텐도의 여행 가이드 앱인 〈니키의 여행 퀴즈〉 (ニッキーの旅するクイズ)가 대표작이었다.

## Wii

### Mii 채널
Wii 메뉴상에서 Mii를 생성할 수 있는 어플리케이션으로 Mii 채널이 있다. 최대 100개 이상의 Mii를 저장할 수 있는데 이는 닌텐도 3DS나 닌텐도 스위치의 저장한도와 비슷하다. 또한 Wii 리모트도 최대 10개의 Mii를 저장, 다른 콘솔로 전송할 수 있다. TV 프로그램이나 게임상에서 다른 Mii를 볼 수도 있다.

### 게임 내 활용
Mii는 플레이어의 연장선으로 취급되어 닌텐도 Wii의 수많은 게임상에서 플레이어 캐릭터로 활용된다. Wii 스포츠가 대표적인 예시로, 개별 Mii의 게임 통계와 기록을 저장하여 유저와의 일체감을 더한다. 플레이어를 대변하는 것을 넘어서 컴퓨터가 조종하는 상대 캐릭터, 팀원과 관객도 Mii로 묘사되기도 한다. 또 게임 파일 아이콘 (프로필 사진)으로도 널리 활용되는데, 단순 식별을 위해 두상을 보여줄 뿐이며, 이름이나 외모를 고스란히 가져와 무대에 올려주는 것 외에 실제 게임플레이에 영향을 미치는 부분은 없다.
Mii가 주인공으로 등장하는 게임은 Wii 스포츠, Wii 플레이, Wii 피트, Wii 파티, Wii 피트 플러스, Wii 뮤직, Wii 스포츠 리조트가 있다. 이들 게임 외에도 자사에서 개발된 게임에서도 Mii로 플레이할 수 있는데 대표적으로 춤춰라 메이드 인 와리오, 마리오와 소닉 올림픽 시리즈, 마리오 파티 8, 마리오 카트 Wii, 마리오 슈퍼 슬러거, 타운으로 놀러가요 동물의 숲 (Mii 머리를 마스크로 취급), GO VACATION 등이 있다. 서드파티 개발사 가운데 Mii를 활용한 작품도 FIFA 사커 08, We Ski, 기타 히어로 월드 투어, 소닉 컬러즈 등이 있다.
이때 Mii의 머리는 항상 동일하게 유지되지만 몸체는 게임마다 다르게 묘사된다. 예를 들어 Wii 스포츠에서 Mii의 몸체는 양손은 둥근 모양에 떠 있고 팔은 없다. 심지어 관중 역할을 하고 있는 Mii의 경우에는 다리도 없이 공중에 떠 있는 것으로 묘사된다. Wii 피드에서는 몸체가 좀 더 자연스럽게 보이도록 디자인되어 있으며, Wii 피트 테스트에서 플레이어의 체중을 측정한 값에 따라 몸집의 묘사가 결정된다. 한편 Mii가 게임 내 의상을 착용하는 경우도 있다. 슈퍼 마리오 갤럭시와 슈퍼 마리오 갤럭시 2에서는 세이브파일을 뜻하는 행성 아이콘에 마리오 캐릭터 내지는 Mii를 사용할 수 있다. 이 때 Mii를 선택하면 Mii의 머리만 따와서 행성 모양의 구처럼 묘사된다. 마리오 카트 Wii에서는 Mii들이 점프수트를 착용할 수 있으며, 남자 Mii의 경우에는 마리오 의상을, 여자 Mii의 경우에는 피치공주 드레스를 입을 수 있다. 닥터 마리오 온라인 Rx에서는 Mii들이 의사 가운을 입고 등장하며, 메트로이드 프라임 3: 커럽션에서는 버블헤드 인형의 모습으로, 현상금 사냥꾼 사무스 아란의 파워수트를 입고 등장한다. 댄스 댄스 레볼루션에서는 Mii의 몸체가 실제 사람처럼 등장하는데, "잘도 자연스럽겠다"는 IGN의 평처럼 어울리지 않는다는 혹평이 있었다.
한편 닌텐도의 각종 캐릭터들을 플레이어 캐릭터로 삼은 격투 게임 《슈퍼 스매시브라더스 브롤》에서는 정작 Mii로 플레이할 수는 없는데, 해당 게임 시리즈의 프로듀서를 맡은 사쿠라이 마사히로는 원래 플레이어 캐릭터로 넣는 것을 고려했었으나 아무래도 기본 캐릭터라는 이미지가 있는 만큼 괴롭힘당할 것을 우려해 넣지 않았다고 밝혔다. 이후 닌텐도 3DS와 Wii U 버전에서는 Mii가 플레이어 캐릭터로 등장했다.

### 다함께 투표 채널 / Mii 콘테스트 채널
Wii 채널 가운데 앙케이트 채널로 '다함께 투표 채널'(みんなで投票チャンネル, Everybody Votes Channel)이 있었는데, 여기서 투표에 참여하는 유저는 Mii로 플레이하도록 했다. 다함께 투표 채널에는 최대 6명의 Mii를 등록시켜 투표에 참여할 수 있도록 했다.
한편 2007년 게임 개발자 컨퍼런스에서 미야모토 시게루의 아이디어로 개발에 들어가 당해 11월 11일부터 서비스 개시된 'Mii 콘테스트 채널'(Miiコンテストチャンネル) / '체크 Mii 아웃 채널' (Check Mii Out Channel)은 플레이어가 자신의 Mii 캐릭터를 업로드하고 다른 유저와 공유할 수 있는 공간을 표방했다. 플레이어가 특정 아이디어나 캐릭터를 의인화한 Mii를 디자인한 뒤, 해당 제안에 가장 잘 어울리는 Mii가 누구인지를 투표하는 콘테스트도 지원했다.
위 두 채널은 무료로 다운로드가 가능했으나, 일본, 오세아니아, 유럽 등 일부 지역에서만 지원하였으며, 대한민국에서는 지원되지 않았다. 2013년 6월 27일~28일 차세대 콘솔 전환을 이유로 두 채널의 서비스가 중단되었다.

## 닌텐도 DS
닌텐도 DS의 경우 콘솔 내에서 자체적으로 Mii 시스템을 지원하지는 않았다. 그러나 닌텐도 DS용 게임에서 Mii 기능을 지원한 사례가 있으며 이때는 Wii의 Mii 채널과 연동되어 플레이할 수 있다.

### 게임 내 활용
상술한 것과 같이 Mii를 지원하는 닌텐도 DS 게임이라면, Wii의 Mii 채널을 통해 Mii를 DS로 전송할 수 있었다. Mii 채널에서 이 기능을 잠금 해제하려면 유저가 관련 코드를 입력해야 했다.
일본과 일부 해외 지역에서 발매된 닌텐도 DS 게임 《산책하며 깨닫는 생활 리듬 DS》 (歩いてわかる 生活リズムDS / Personal Trainer: Walking)은 게임 내 플레이어의 진행상황을 추적하는 표시로 Mii를 활용하고 있으며, 게임 내에서 Mii를 직접 생성할 수도 있다. 파이널 판타지 크리스탈 크로니클: 에코스 오브 타임 DS판에서도 Mii를 활용하고 있다.
일본에서만 발매된 친구모아 아파트 시리즈의 DS판인 《도모다치 컬렉션》 (일본어: トモダチコレクション)에서도 Mii를 사용하고 있으며 자체 Mii 에디터를 내장하고 있다. Wii의 Mii 채널에서 Mii를 불러오거나 반대로 업로드하는 것도 가능했다.

## 닌텐도 스위치
닌텐도 스위치에서도 여전히 유저를 대표하는 대상으로 활용되고 있다. 다만 계정 프로필 사진의 경우 마리오 같은 닌텐도 캐릭터도 고를 수 있게 되었다. 《마리오 카트 8 디럭스》, 《GO VACATION》, 《닌텐도 스위치 스포츠》, 《슈퍼 스매시브라더스 얼티밋》, 《뉴 슈퍼 마리오브라더스 U 디럭스》 등의 게임에서도 플레이 캐릭터를 Mii로 적용할 수 있다. 다만 《닌텐도 스위치 스포츠》의 경우 '스포츠메이트' (Sportsmate)라는 또다른 아바타 시스템이 도입되어 있다.
Mii 메이커는 시스템 설정메뉴에 있으며 이전의 메이커와는 달리 머리카락과 눈동자의 다양한 염색이 가능해졌다. 스위치 콘솔 간의 Mii 공유는 물론, 닌텐도 3DS나 Wii U에 있던 Mii를 Amiibo를 통해 닌텐도 스위치로 옮겨오는 것도 가능해졌다. 또 닌텐도 어카운트상에서도 Mii를 불러올 수도 있다. Wii나 닌텐도 3DS처럼 닌텐도 스위치에서도 최대 100개 이상의 Mii를 저장할 수 있다.
닌텐도 스위치 체제에서 Mii를 주인공으로 삼은 게임은 《미토피아》가 유일한데 2017년 닌텐도 3DS의 롤플레잉 게임으로 나왔던 것을 스위치판으로 재출시한 것이다.

## 같이 보기
- 플레이스테이션 홈